# Eńcy

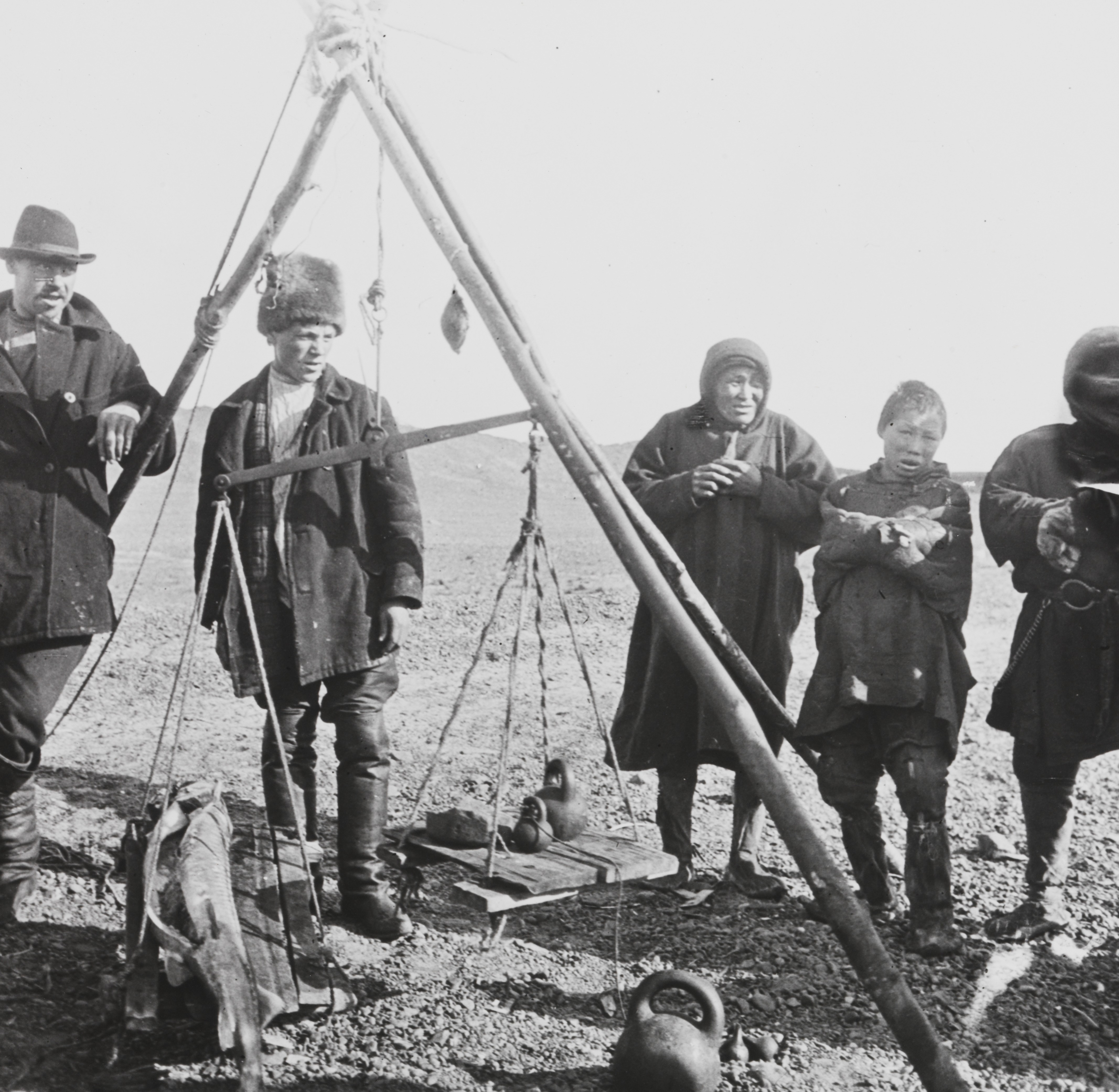
Eńcy (Jenisejsk 1913)

Eńcy (dawniej Jenisej-Samojedzi) – autochtoniczny etnos z północno-wschodniej Syberii (Rosja), zaliczany do Samojedów.
Populacja Eńców liczy około 237 osób (w 2002 r. według wyników rosyjskiego spisu powszechnego); zamieszkują oni głównie półwysep Tajmyr, zwłaszcza w pobliżu ujścia Jeniseju. Używają języka enieckiego, należącego do grupy samojedzkiej.
Tradycyjnymi zajęciami tego ludu są myślistwo, rybołówstwo oraz hodowla reniferów.
Formalnie od XVIII wieku wyznają prawosławie, zachowali jednak wiele elementów swej tradycyjnej religii – szamanizmu.